# Бебіанх
Бебіанх — давньоєгипетський фараон з XVI династії.

## Життєпис
Відповідно до Туринського списку правив упродовж 12 років.